# عطر عشق
عطر عشق یا پرنده سحرخیز (به ترکی، استانبولی:Erkenci Kuş) یک مجموعه تلویزیونی ترکی است که از ۲۶ ژوئن ۲۰۱۸ تا ۶ اوت ۲۰۱۹ از شبکه استار تی وی پخش شد. دمت اوزدمیر و جان یامان در این سریال بازی کردند.

## پرنده سحر خیز (عطر عشق)
صنم زن جوانی است که آرزو دارد نویسنده شود و در جزایر گالاپاگوس زندگی کند. او با وجود کار در خواربارفروشی پدرش، از سوی والدینش مجبور می‌شود بین ازدواج با همسایه‌اش مظفر و یافتن شغل مناسب یکی را انتخاب کند. صنم در شرکت "ایده عالی" ، یکی از آژانس‌های تبلیغاتی برجسته ترکیه، کار می‌کند، جایی که لیلا، خواهرش، دستیار اجرایی است. صاحب آژانس تبلیغاتی، "عزیز" دو پسر به نام‌های امره و جان دارد. امره می‌خواهد شرکت را تصاحب کند، اما پدرش معتقد است که جان برای این کار مناسب‌تر است و او به عنوان مدیر منصوب می‌شود. جان آنچه پدرش برای شرکت می‌خواهد دارد، اما ترجیح می‌دهد در مکان‌های دوردست عکس بگیرد. جان پس از اطلاع از مشکلات سلامتی پدرش، در نهایت با مدیریت شرکت موافقت می‌کند. عزیز همچنین به جان می‌گوید که جاسوسی را در شرکت پیدا کند که به رقیب آن‌ها، آیلین کمک می‌کند. امره از فکر مدیر بودن برادرش خوشش نمی‌آید و معتقد است که باید این موقعیت را داشته باشد. نقشه امره این است که او را شکست دهد و همچنین خودش جاسوس شود. صنم در یک مهمانی اپرا که چهلمین سالگرد تأسیس شرکت را جشن می‌گیرد، در بالکنی تاریک به جان برخورد می‌کند. جان فکر می‌کند که او دوست دخترش پولن است، بنابراین او را می‌بوسد. صنم متوجه می‌شود که غریبه ای را که او را بوسیده دوست دارد و اسم رمز آلباتروس را به او می‌دهد، اما او فکر میکند جان مرد بدی است و امره او را به این باور می‌رساند که جان فقط می‌خواهد ارزش شرکت را افزایش دهد تا بتوان آن را فروخت. جان به زودی عاشق صنم می‌شود و متوجه می‌شود که او آن روز در اپرا او را بوسیده‌است که داستان اجتناب ناپذیر عشق را آغاز می‌کند.

## بازیگران
| بازیگر                | نقش                  |
| --------------------- | -------------------- |
| دمت اوزدمیر           | صنم آیدین            |
| جان یامان             | جان دیویت            |
| اوزنور سرچلر          | لیلا آیدین           |
| بیراند تونجا          | امره دیویت           |
| جرن تاشچی             | آیهان ایشیک          |
| برات ینیلماز          | نیهات‌ آیدین          |
| اوزلم توک اصلان       | موکبه آیدین          |
| سیبل شیشمان           | گولیز ییلدیریم‌       |
| اوتکو آتش             | ییعیت ارسوز          |
| آسمان چاکیر‌           | آیسون کایا           |
| آنیل چلیک             | چنگیز اوزدمیر (جی‌جی) |
| فری بایجو گولر        | ملاحت                |
| جیهان ارجان           | مظفر کایا (زبرجد)    |
| توگچه کومرال          | درن کسکین            |
| سوجان یاشار           | آیلین یوکسل          |
| علی یاغچی             | عثمان ایشیک          |
| کیمیا گوکچه           | پولن ارسوز           |
| توان تونالی           | متین                 |
| ایپک‌ تنولجای          | هما اردامار          |
| غمزه توپوز            | جیدا                 |
| آصلی ملیسا اوزون      | غمزه‌                 |
| عایشه آکین            | آرزو تاش             |
| اوزگور اوزبرک         | انزو فابری           |
| احمد مارک سامرز       | عزیز دیویت‌           |
| توچا بکر              | احسان                |
| تولگا بایراکلی        | عاکف                 |
| باشاک گومول‌جینلی‌اوغلو | دنیز کسکین           |
| سوینچ اربولاک         | مهربان تایفونی       |
| احمد اولگون سونیر     | بولوت‌ جوهر           |